# Hütter Hü 136
L'Hütter Hü 136 era un bombardiere in picchiata monomotore ad ala bassa sviluppato dagli ingegneri Wolfgang e Ulrich Hütter e rimasto a livello progettuale.

## Storia del progetto
Alla fine degli anni trenta l'esigenza di integrazione di nuovi velivoli da combattimento nella flotta Luftwaffe suggerì ai fratelli Wolfgang ed Ulrich Hütter di progettare un bombardiere in picchiata di grandi prestazioni.
Il progetto si rivelava molto originale; si volle utilizzare lo stesso concetto in due versioni diverse ovvero un velivolo pesantemente corazzato caratterizzato soprattutto dalla presenza di un abitacolo arretratissimo. Le due, che assunsero la denominazione Sturzbomber contratta poi in Stubo 1 e Stubo 2, si differenziavano per la posizione alare, per la lunghezza a causa dell'adozione di un vano bombe interno, ma la loro somiglianza di fatto li accomunava come progetti della stessa mano.
Entrambi i progetti però non erano in grado di soddisfare i requisiti richiesti per quella tipologia di velivoli ed il Reichsluftfahrtministerium ritenne di non concedere fiducia ai fratelli Hütter. Tra i problemi connaturati a quel particolare disegno c'era una mancanza di visibilità, soprattutto anteriore ed una generale complessità tecnica dovuta a soluzioni d'avanguardia legati alle procedure di atterraggio.

## Tecnica
I progetti Hü 136 Stubo 1 e Stubo 2 erano caratterizzati da un aspetto insolito; monomotori, monoplani, dotati di una grande deriva davanti alla quale era posizionato l'abitacolo chiuso, blindato e dotato di minuscole finestrelle. Altre caratteristiche comuni erano l'assenza di un carrello d'atterraggio e l'adozione di un'ala a pianta ellittica. La propulsione era affidata ad un motore Daimler-Benz DB 601 posizionato sul muso ed abbinato ad un'elica che veniva staccata prima dell'atterraggio e successivamente recuperata grazie ad un paracadute.

### Stubo 1
Questa versione era caratterizzata da un aspetto tozzo, dalla completa assenza di un carrello d'atterraggio e dal posizionamento di una bomba da 500 kg sotto la fusoliera, in una gondola carenata. L'ala era posizionata bassa. In fase di decollo sarebbe stata equipaggiata con un carrellino ruotato staccabile appena staccata da terra.

### Stubo 2
Questa versione era caratterizzata da un aspetto slanciato dovuto alla realizzazione di un compartimento bombe interno che poteva caricare una bomba da 1 000 kg. L'ala era posizionata sulla linea mediana del velivolo, in posizione rialzata rispetto alla versione Stubo 1, inoltre era previsto un pattino retrattile che veniva estratto in fase di atterraggio, una soluzione comune a quella adottata dagli alianti dell'epoca.

## Versioni
Hü 136 Stubo 1
versione monobomba ad ala bassa.
Hü 136 Stubo 2
versione ingrandita e pesantemente modificata dello Stubo 1, ad ala media con vano per 2 bombe interno.